# Torre Pallavicina
Torre Pallavicina är en ort och kommun i provinsen Bergamo i regionen Lombardiet i Italien. Kommunen hade 1 082 invånare (2018).